# Каменолом
Каменолом или мајдан (енгл. Stone-pit, Quarry, фр. Carrière, рус. Карьер, Каменоломная), је место са кога се обара и вади камен, најчешће чврста стена, ради коришћења у рударству, грађевинарству и другим гранама привреде.
За отварање каменолома основни услови су: врста, квалитет и количина корисне стене, мали надслој распадине и мали проценат отпада и нечистоће, повољан положај према подручју које ће се снабдевати, повољан распоред комуникација за транспорт и приступачност, близина електричне енергије и др. Експлоатационо тело се претходно детаљно геолошки испитује ради утврђивања резерви, усвајања методе откопавања и избора врсте механизације, затим и за одрђивање динамике експлоатације. Посебна пажња се обраћа одређивању места за одлагање отпада (јаловишта).